# James P. Johnson
Pour les articles homonymes, voir James Johnson et Johnson.
James Price Johnson est un pianiste de jazz et compositeur afro-américain, né le 1er février 1894 à New Brunswick, dans le New Jersey et mort le 17 novembre 1955 à New York. Il est surnommé le « Père du Piano stride ».
Il fut l'élève de Eubie Blake. Très tôt, il se produit dans des clubs et devient vite une personnalité renommée des nuits de Harlem en acquérant une solide réputation de pianiste et de compositeur. À la même époque, il grave des Piano Rolls.
Il commence sa carrière d'enregistrement dans les années 1920 en accompagnant plusieurs chanteuses de blues telles que Bessie Smith ou Ethel Waters. Son titre Carolina Shout enregistré en 1921 (considérée comme la première pièce de jazz pour piano solo) est vite devenue un morceau de référence pour les jeunes pianistes de cette époque.
Pionnier du piano jazz (avec Jelly Roll Morton), il joue un rôle déterminant dans la transition du Ragtime vers le jazz. Sa technique et son inventivité ont donné naissance au style Stride qui influença profondément toute une génération de pianistes : Fats Waller (qui fut son élève), mais aussi Duke Ellington et Thelonious Monk.
En 1923, il compose Charleston qui fut l'un des morceaux de Jazz le plus repris dans les années 1920. Ce titre est à l'origine de la fameuse danse Charleston.
D'autres de ses compositions sont devenues des standards du jazz : Carolina Shout (1918), Snowy Morning Blues (1927), Old Fashioned Love (1924), A Porter's Love Song to a Chambermaid, If I Could Be With You (One Hour Tonight)
James P. Johnson participe aux fameux concerts From Spirituals to Swing organisé en 1938 et 1939 par John Hammond au Carnegie Hall, aux côtés de Count Basie, Benny Goodman ou Big Joe Turner.